# Jiří Studík
Jiří Studík (* 12. září 1985) je český fotbalový obránce, který v současné době hraje za FK Baník Sokolov, kde je na hostování z SK Slavia Praha.
Ve Slavii s fotbalem začínal, prošel všemi mládežnickými kategoriemi a do prvního týmu se dostal v roce 2004. Dále nastupoval za první mužstvo jen sporadicky a na podzim 2006 byl zapůjčen do 1. FC Slovácko na roční hostování, aby se také mohl předvést lépe v prvoligovém světle, odehrál zde však pouze dvě utkání. Z hostování se poté vrátil zpět, znovu byl zařazen do rezervy, ale v létě 2007 byl povolán do prvního týmu Slavie. Postupně pak hostoval ještě v klubech FC Bohemians Praha, Siad Most a létě 2009 odešel na hostování do FK Baník Sokolov. Má za sebou několik startů v mládežnických reprezentacích.